# Tetianiwka (obwód doniecki)
Tetianiwka (ukr. Тетянівка) – wieś na Ukrainie, w obwodzie donieckim, w rejonie kramatorskim. W 2001 liczyła 602 mieszkańców.